# San Raffaele Cimena
San Raffaele Cimena là một đô thị ở tỉnh Torino trong vùng Piedmont, có vị trí cách khoảng 15 km về phía đông bắc của Torino, nước Ý. Tại thời điểm ngày 31 tháng 12 năm 2004, đô thị này có dân số 2.939 người và diện tích là 11,2 km².
Đô thị San Raffaele Cimena có các frazioni (các đơn vị trực thuộc, chủ yếu là các làng) Piana, San Raffaele Alto, và Cimena.
San Raffaele Cimena giáp các đô thị: Chivasso, Brandizzo, Castagneto Po, Settimo Torinese, Gassino Torinese, và Rivalba.